# فارمک
فارمک (انگلیسی: Farmec) شرکت صنایع شیمیایی رومانیایی است، که در سال ۱۸۸۹ تأسیس شد.